# Michael Köhler (Dirigent)
Michael Köhler (* 1965 in Dresden) ist ein deutscher Dirigent und Musikwissenschaftler.
Er studierte in Berlin Tonregie und Orchesterdirigieren bei Rolf Reuter, danach folgten Studien bei Sergiu Celibidache in München und an der Schola Cantorum Paris. Köhler nahm an Festivals in Berlin, New York und Kopenhagen teil und besuchte Meisterklassen von Kurt Masur, Gerd Albrecht und der Menuhin-Akademie Gstaad.
Köhler erarbeitete eine musikwissenschaftliche Dissertation an der Humboldt-Universität zu Berlin über die Opern von Richard Strauss. Im Jahre 2000 wurde er zum Dr. phil. promoviert. 1994 gab Michael Köhler sein Debüt in der Berliner Philharmonie mit Werken von Pfitzner, Mahler und Tschaikowsky.
Auch in der Oper zu Hause, arbeitete er u. a. während seines Engagements am Staatstheater Meiningen (1992 bis 1994) in der Produktion „Die Meistersinger von Nürnberg“ (Richard Wagner) von August Everding.
Seit 1998 unterrichtet Michael Köhler Orchesterleitung an der Hochschule für Musik und Theater „Felix Mendelssohn Bartholdy“ Leipzig und ist Dirigent des Hochschulsinfonieorchesters.
Seit November 2000 obliegt ihm die Leitung der Kammerphilharmonie Leipzig.
Einladungen und Gastspiele führten ihn außerdem zu namhaften Orchestern und Opernhäusern in China, Hong-Kong, Korea und Lateinamerika. Bei Einstudierungen kam es zu einer Zusammenarbeit mit Kurt Masur, Herbert Blomstedt, Fabio Luisi und Daniel Harding.
Seit 2007 verbindet ihn eine enge Zusammenarbeit mit dem renommierten indischen Komponisten und Virtuosen L. Subramaniam, was unter anderem zur Gründung des Indian Philharmonic Orchestra führte.
In 2011 wurde er zum Professor für Orchesterleitung nach Seoul (SMU) berufen.